# De gestolen Palomino's
De gestolen Palomino's is een  stripverhaal uit de reeks van Jerom, uitgegeven door de Standaard Uitgeverij in 1987.

## Locaties
Dit verhaal speelt zich af op de volgende locaties:
- Centrum, huis van tante Sidonia, Wilde Westen, verlaten stadje, vervallen saloon, Dumb City, Indianenkamp

## Personages
In dit verhaal spelen de volgende personages mee:
- Jerom, professor Barabas, tante Sidonia, winkelend publiek, agent Neusmans, bandieten, indianen, sheriff, inwoners Dumb City, Jane, chief Big Nose, medicijnman, Grote Os

## Het verhaal
Tante Sidonia wordt in het centrum aangehouden door een agent, maar ze heeft haar rijbewijs niet bij zich. De agent gaat mee naar huis, waar Jerom hem een vredespijp aanbiedt. Dit doet de agent denken aan zijn betovergrootmoeder die naar het Wilde Westen is geëmigreerd. Ze leerde chief Big Nose kennen en ze trouwden al snel. De agent heeft echter geen enkel aandenken aan hen. Jerom vertelt dat hij dat wel kan halen in het verleden met een geheime machine. De agent gaat stiekem aan boord en als Jerom de volgende dag met de tijmtrotter in het Wilde Westen aankomt, ontdekt hij de verstekeling. Ze komen in een verlaten stadje terecht en ze overnachten in een verlaten saloon. Jerom ziet 's nachts hoe paarden in een rotstspleet gedreven worden, maar de volgende dag denkt hij dat hij heeft gedroomd. Jerom ontdekt dat de agent is verdwenen. Jerom gaat verder en redt een meisje met een op hol geslagen paard. Het is de dochter van de cheriff van Dumb City en Jerom gaat met haar mee. 
Als Jerom vertelt wat hij 's nachts heeft gezien, wordt al snel duidelijk dat er daadwerkelijk paarden zijn gestolen. De schuld wordt bij de Indianen gelegd. Er zijn ook enkele Indianen gevangen genomen in het dorp. Jerom vertelt dat hij op zoek is naar chief Big Nose en trekt verder met de belofte de diefstal van de paarden met de Indianen te bespreken. Als Jerom bij het Indianenkamp komt, ziet hij dat de agent daar al is. Jerom overlegt met de Indianen en hoort dat de Indianen de palomino's niet gestolen hebben. Hij gaat terug naar Dumb City, waar de inwoners hem als Indianenvriend zien. De Indianen komen bij Dumb City en ze eisen de vrijlating van hun broeders. Dan komen de gestolen paarden terug en de dief bekend zijn schuld, hij had een hekel aan Indianen. Door de tussenkomt van Jerom ziet hij in dat hij fout was. De agent ruilt zijn politiepet met de Indianentooi van zijn betovergrootvader en hij gaat met Jerom terug naar zijn eigen tijd.